# صموئيل كامبل (سياسي)
صموئيل كامبل هو سياسي كندي، ولد في 1 يوليو 1788، وتوفي في 1 سبتمبر 1851. انتخب عضو مجلس نواب نوفا سكوتيا.